# Colégio Português de Luanda
O Colégio Português de Luanda é uma instituição de ensino privado, que leciona o currículo  português em território angolano. Situado na cidade de Luanda, acolhe crianças a partir dos três anos de idade, oferecendo as valências de jardim de infância, 1º, 2º e 3º ciclos do ensino básico.

## História
O Colégio Português de Luanda iniciou a sua actividade no dia 6 de Janeiro de 2000 com 7 alunos e 6 professores. Desde então houve um aumento substancial do seu número de alunos, que no final dos 2 primeiros períodos lectivos tinha já triplicado o número de crianças inscritas.
Com o intuito de responder à grande afluência de alunos, verificou-se um intenso desenvolvimento do seu espaço físico, o qual resultou, no final do ano lectivo 2001-2002, em 8 salas de aulas, uma secretaria, uma sala de professores, com uma pequena biblioteca e um escritório sede da administração. No início do ano 2002-2003 o Colégio teve que aumentar ainda mais as suas instalações, devido ao número de alunos, alugando um novo espaço, que contava com 12 salas de aula (incluindo uma de informática), duas secretarias, um gabinete administrativo, um gabinete de direcção pedagógica, duas salas de professores, um recinto desportivo arrendado e a piscina, arrendada à Luanda International School, situação esta que se manteve até ao final de 2002-2003.
No início do ano 2003-2004, o Colégio transferiu as suas instalações para a Rua de Cambambe, nº 21/23, Bairro Patrice Lumumba, local onde ainda hoje está sedeado, no qual conta com 13 salas de aula, sala de informática, biblioteca, sala multiusos, laboratório, sala de artes, uma secretaria, uma sala de professores, um gabinete administrativo, um gabinete de direcção pedagógica, um gabinete de psicologia, um refeitório e cantina, um recinto desportivo e um espaço de recreio e lazer. Actualmente, o Colégio tem capacidade para 250 alunos. O seu corpo docente é composto por 22 professores e 6 auxiliares.

## Objetivos e metodologias de ensino
O Colégio Português é um projecto privado, criado para alargar a oferta de instituições de ensino de Língua Portuguesa em Luanda. Este projecto alternativo aposta no elevado grau de qualidade garantindo desta forma turmas com um número reduzido de alunos e criando um ensino personalizado e integrado à base da interdisciplinaridade entre aulas curriculares e extracurriculares.
Esta proposta de ensino vem colmatar uma falha essencial na sociedade angolana, pela ausência de estruturas de ensino que ofereçam uma formação global na qual estão incluídas actividades formativas e desportivas, importantes para o desenvolvimento harmonioso da criança.
O Colégio Português de Luanda procura reduzir a aplicação dos modelos directivos de aprendizagem, em que o conhecimento se apresenta programado, estruturado e dirigido pelo docente, apostando num modelo misto, baseado em modelos mais actuais, nomeadamente no Modelo da Escola Cultural, no Modelo Não Directivo e ainda no Modelo Interaccionista de Jean Piaget.
Desta forma, com a sua filosofia de escola e de ensino, pretende formar alunos autónomos, participativos, interessados, em que o seu saber nasce da dúvida, da pesquisa, do saber-ser e saber-fazer com o grande objectivo de formar futuros adultos activos numa sociedade democrática e justa.

## Lema e Declaração de Missão
O Colégio Português rege a sua actividade pedagógica pelo lema: Aprender com respeito e alegria e tem como missão:
1. Proporcionar, no meio da comunidade de língua portuguesa, um programa educacional Pré-escolar, de 1º, 2º e 3º Ciclos de elevado valor ético, moral e intelectual;

Promover a difusão do ensino português no estrangeiro e proporcionar um centro de língua portuguesa de referência para todas as faixas etárias.

## Contributos sociais
Enquanto instituição de ensino, o Colégio Português sempre se empenhou no cumprimento do seu dever na formação de cidadãos activos e responsáveis socialmente. Deste modo, ao longo da sua existência, desenvolveu acções de carácter social apoiando diversas instituições locais, participando em actividades de protecção das camadas sociais mais desfavorecidas, centrando a sua atenção na promoção, junto dos seus alunos, do espírito de partilha e cooperação, no sentido de formá-los para que contribuam para uma sociedade mais justa, harmoniosa e solidária.
Ao longo da sua existência envolveu-se em acções como as seguintes:
- Recolhas de material didáctico, alimentos, vestuário e calçado a favor do Projecto Renascer ou outras instituições de carácter humanitário;
- Realização do Arraial anual do Colégio, em que uma parte da receita reverte a favor de uma instituição de caridade;
- Projecto de apadrinhamento de crianças do Projecto Renascer;
- Celebração do Dia Mundial da Luta Contra a Pobreza, com a participação no evento Stand Up Against Poverty
- Abordagem dos valores da solidariedade, partilha, cooperação e inter-ajuda, de uma forma transversal em todas as áreas curriculares e não curriculares, com especial destaque para as aulas de Formação Cívica.

## O Colégio Português no seio do ensino angolano
Angola viveu um conflito que deixou em desordem todo o sector do ensino angolano. Actualmente, o país enfrenta o enorme desafio de integrar todas as crianças nas escolas. O ensino público intervém traçando um planeamento estratégico a médio e longo prazo para o sector. Devido a estas carências, começam a surgir inúmeros colégios privados que tentam reduzir as necessidades deste sector, ajudando a dar resposta às inúmeras necessidades do país. O Colégio Português surgiu a fim de encontrar uma solução a inúmeras famílias, em especial de nacionalidade portuguesa, para colmatar as carências educativas do país. Possui um currículo estruturado, com metodologias e estratégias de ensino de uma prática de excelência. Desenvolve mecanismos de aprendizagem que dão oportunidade aos seus alunos de se afirmar como cidadãos activos de uma sociedade cada vez mais livre e democrática.

## Ligações Externas
Site oficial